# Gewöhnliche Fettspinne
Die Gemeine oder Gewöhnliche Fettspinne (Steatoda bipunctata), oft vereinfacht nur als Fettspinne bezeichnet, ist eine Spinnenart der gleichnamigen Gattung der Fettspinnen aus der Familie der Kugelspinnen. Sie ist holarktisch verbreitet und kommt in Mitteleuropa vor allem in Gebäuden vor, wo sie ihre Netze gern in dunklen Ecken baut. Die größten Exemplare erreichen eine Körperlänge von 8 mm (ohne Beine), in den überwiegenden Fällen sind die Tiere aber wesentlich kleiner.
Die Arachnologische Gesellschaft kürte die Gewöhnliche Fettspinne zur Spinne des Jahres 2018.

## Beschreibung

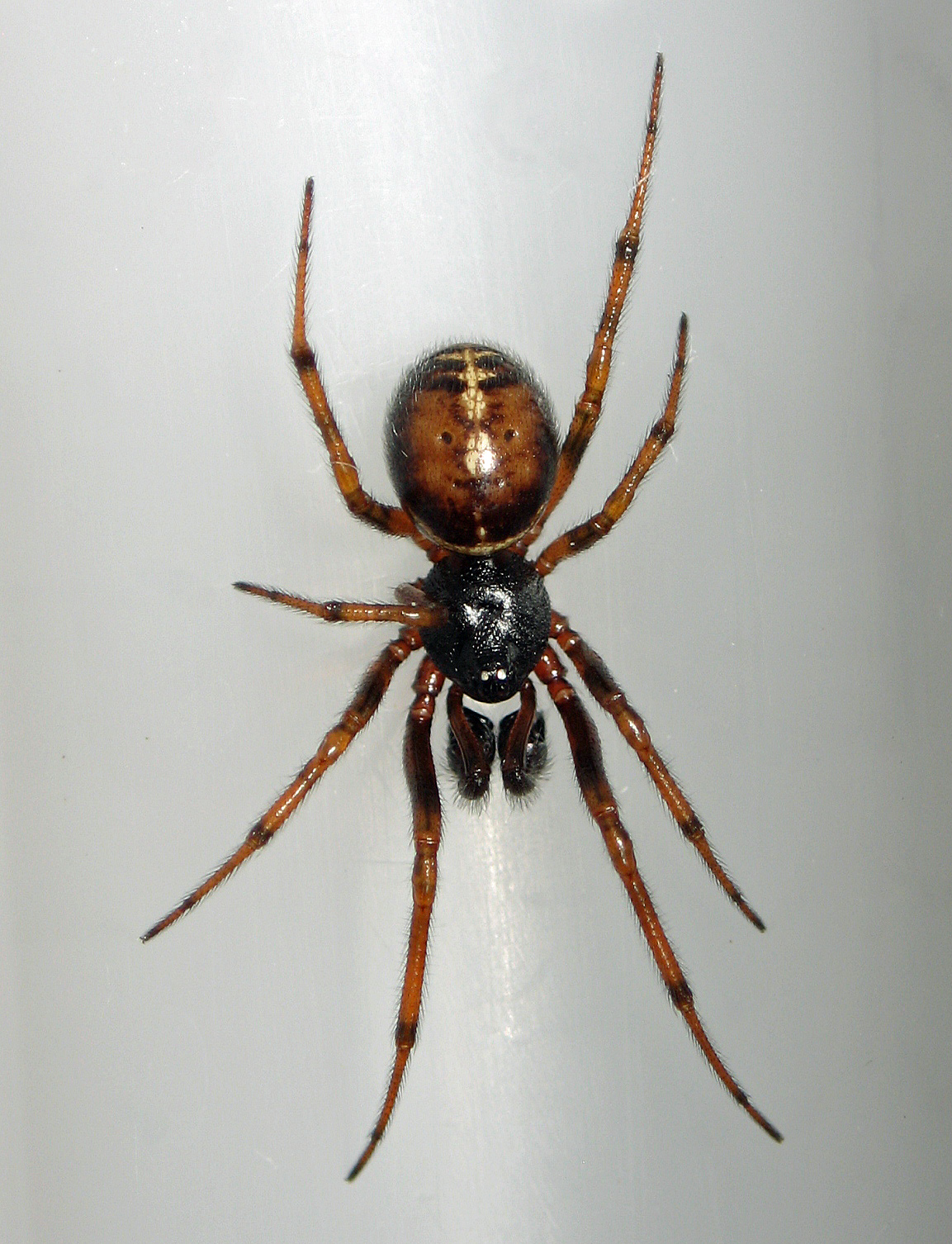
Männchen

Die Gewöhnliche Fettspinne ist rötlich und manchmal auch braun gefärbt. Ihr Körper ist fettglänzend, woher vermutlich der Name resultiert. Auf dem Rücken des Hinterleibes hat sie zwei hellere Male, die sich bei Weibchen mit fortschreitendem Lebensalter zu zwei breiten Streifen entwickeln. Ein heller, weißer bis gelblicher Ring zieht sich vom Petiolus an den Seiten bis zur Mitte des Hinterleibes. Auf der Bauchseite des Opisthosomas befindet sich ein heller Fleck im Bereich der Epigyne. Er wird flankiert von hellen Längsstreifen, die oberhalb der Spinnwarzen wie ein hochgezogenes Hufeisen zusammenlaufen. Die Spinnwarzen sind meist deutlich zu erkennen, zeigen aber nach unten. Die Beine sind undeutlich rot und braun geringelt. Eine dichte Behaarung offenbart sich unter dem Mikroskop.

## Lebensweise

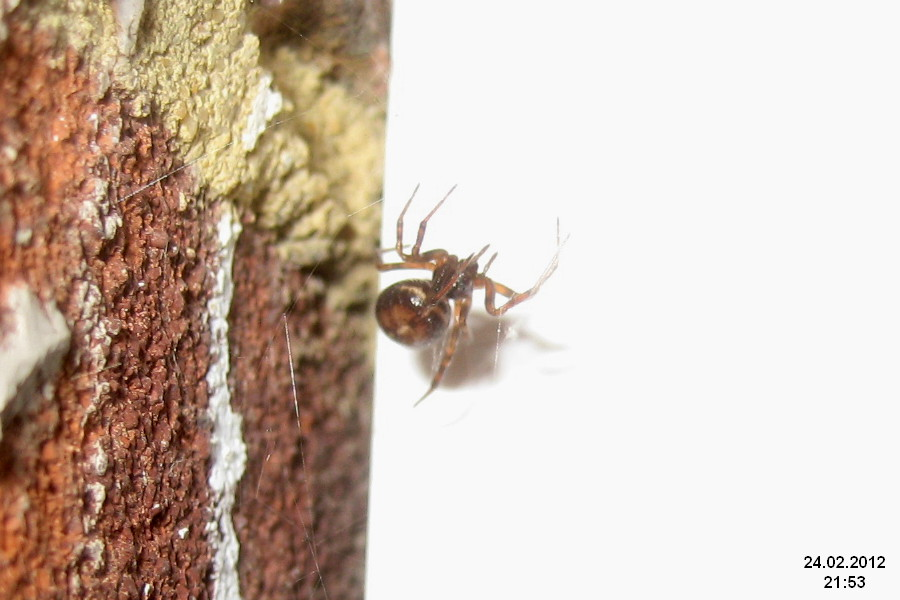
Weibchen in seinem Fangnetz

Ihre auf den flüchtigen Blick unsichtbaren oder konfus erscheinenden Netze bauen die vorwiegend nachtaktiven, sehr scheuen Tiere in dunklen Ecken von Gebäuden, im Freiland in Bodennähe unter Steinen oder in Felsspalten. Das dreidimensionale Netz von etwa 10 cm³ Größe verdichtet sich zu einer dichten Fangmatte, die in wenigen Zentimetern Höhe zwischen Spannseilen gewebt wird. Die Spannseile verlaufen in schräg-vertikaler Richtung und spannen die Matte in alle Richtungen. Diese Befestigungen verzweigen sich häufig ein- oder zweimal, so dass die Last auf verschiedene Klebepunkte verteilt wird. Diese Spannseile dienen dem beutefangenden Weibchen von S. bipunctata gleichzeitig als Stolperfäden. Läuft Beute hinein, wird sie an den unter Spannung stehenden Fäden emporgehoben und bleibt dort hängen. Sie sind so in der Lage, Beutetiere zu überwältigen, die wesentlich größer sind als sie selbst. Die Fettspinne wird – sofern sie nicht während ihrer aktiven Stunden kopfüber im Netz hängt – durch Alarmfäden aufmerksam gemacht, die zum Schlupfwinkel gespannt werden. In diesem Schlupfwinkel, welches ein Wohnraum von nur wenigen Millimetern Breite ist, wie eine Mauer- oder Felsritze oder auch ein Hohlraum eines Fensterscharniers, zieht sie sich während der hellen Tagesstunden zurück und versteckt sich darin bei potenzieller Gefahr durch größere Tiere, die vor allem durch Vibrationen wahrgenommen werden. Wenn die Beute von oben auf das Netz fällt, muss sie teilweise auch Löcher hineinbeißen. Die Beute wird eingewickelt, aber nicht betäubt, und später in Etappen ausgesaugt. Die Speisereste werden anschließend aus der Matte entfernt und einfach fallen gelassen.
Die Gewöhnliche Fettspinne übersteht auch Trockenperioden und kann an Tautropfen oder an Kondenswassertropfen gemessen an ihrer Körpergröße beträchtliche Wassermengen aufnehmen, damit kann sie auch in menschlichen Wohnungen alt werden. Bei höherer Populationsdichte werden gleichartige Nachbarn geduldet und die Netze miteinander verbunden, jedoch behält das größte Weibchen die besten und größten Plätze, was zur Abwanderung der Nachbarn führen kann.

## Fortpflanzung

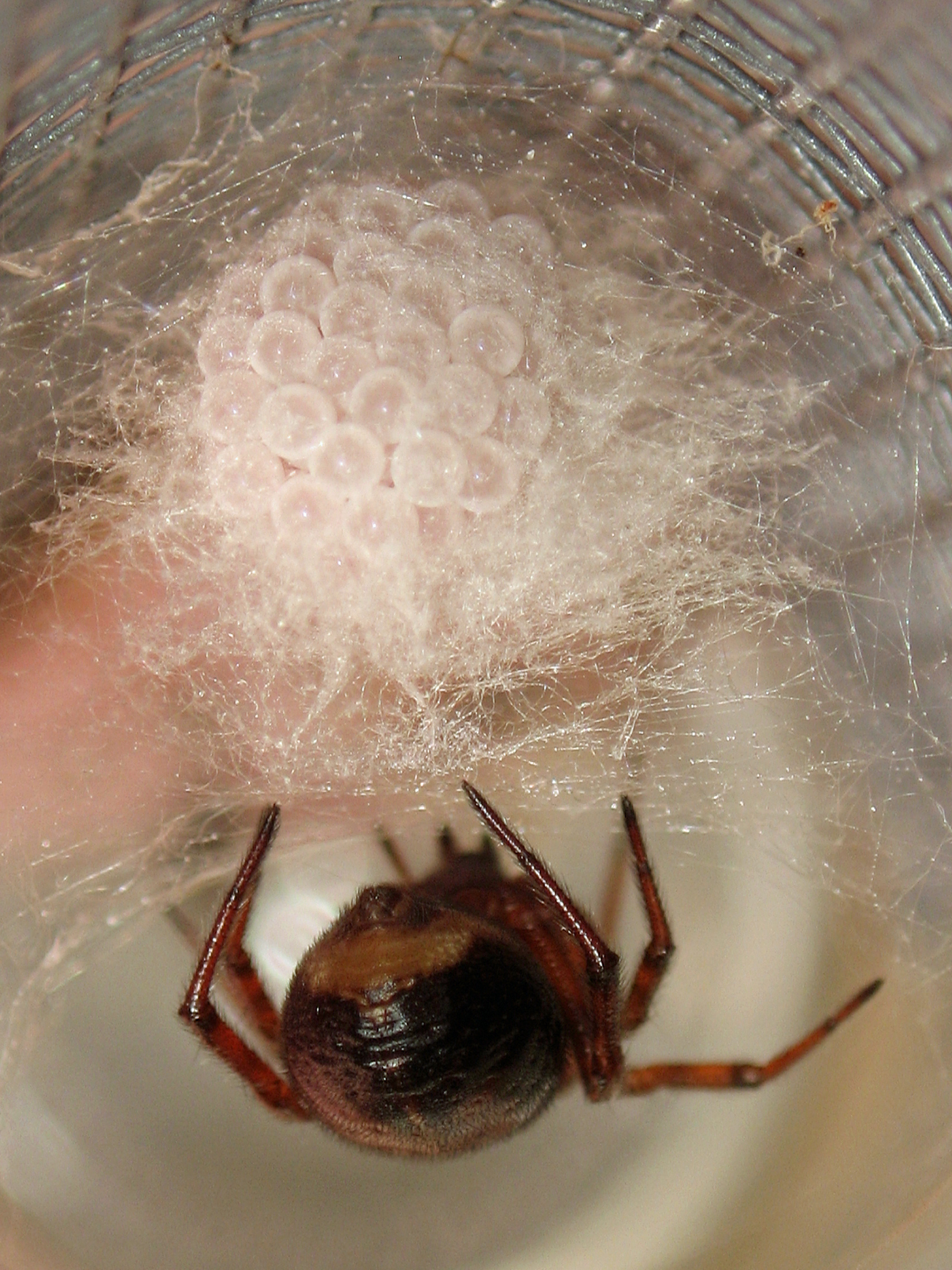
Weibchen mit Eikokon

Die Männchen wandern meist umher. Zur Balz dient das Netz auch der Kommunikation durch Zupfen und zum Weben verschiedener Elemente unklarer Funktion durch das Männchen; eventuell handelt es sich um Spermabälle. Das Männchen verliert dabei an Gewicht, da es erstaunliche Mengen an Kommunikationsfäden webt, bevor es das Netz des Weibchens nach tagelangem Suchen gefunden hat.
Die Männchen der Art besitzen Stridulationsorgane. Mit ihnen erzeugen sie ein (laut Literatur auch für den Menschen schwach hörbares) dreigestrichenes Cis von 1000 Hz. Männchen stridulieren sich auch gegenseitig an, wenn sie um ein Weibchen konkurrieren. Bei der Stridulation wird mit dem Opisthosoma schnell gewippt, wobei kräftige Stacheln des Opisthosomas über gefurchte Hautflächen am Prosoma gestrichen werden. Das paarungswillige Weibchen startet daraufhin ihre Suche und antwortet darauf mit Trommeln und Wippen auf dem Netz. Auslöser für das Balzverhalten sind unter anderem chemische Substanzen, die in der weiblichen Seide enthalten sind.
An geschützten Lagen sind die weiblichen Tiere ganzjährig aktiv. Die Balz findet im Sommer statt, die mehrere Tage bis Wochen in Anspruch nehmen kann. Das Weibchen verpaart sich auch mit zwei Männchen. Die Männchen leben während der Balz und noch nach der Paarung längere Zeit mit den Weibchen zusammen im weiblichen Netz. Den erfolgreichen Männchen wird dort auch etwas von der Beute überlassen, gleichfalls dürfen sie das Retrait der Gemahlin beziehen, wobei das Weibchen jedoch die Lauerstellung an den Signalfäden in ihren Tarsalklauen behält.

## Galerie

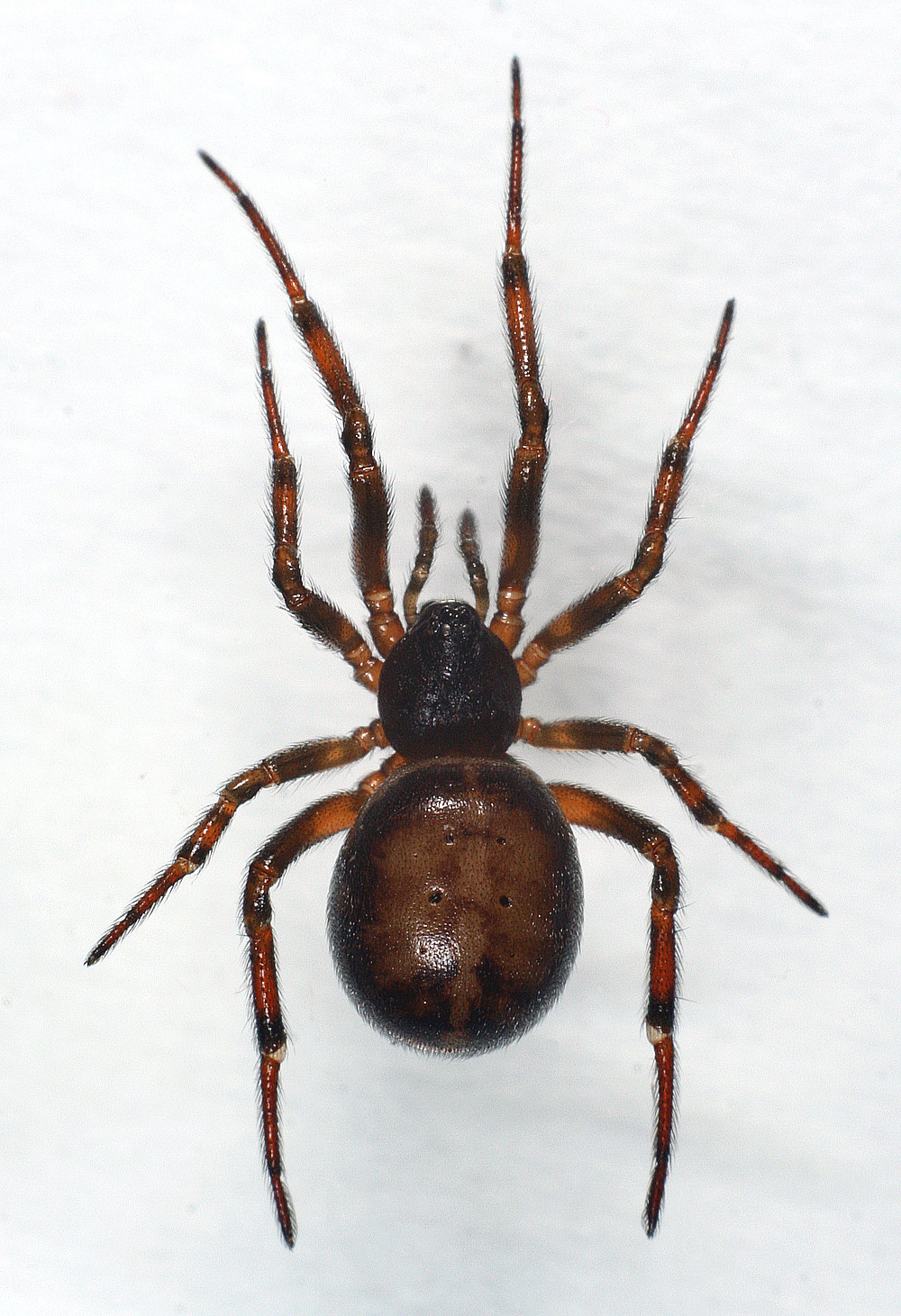
Dorsalansicht eines Weibchens
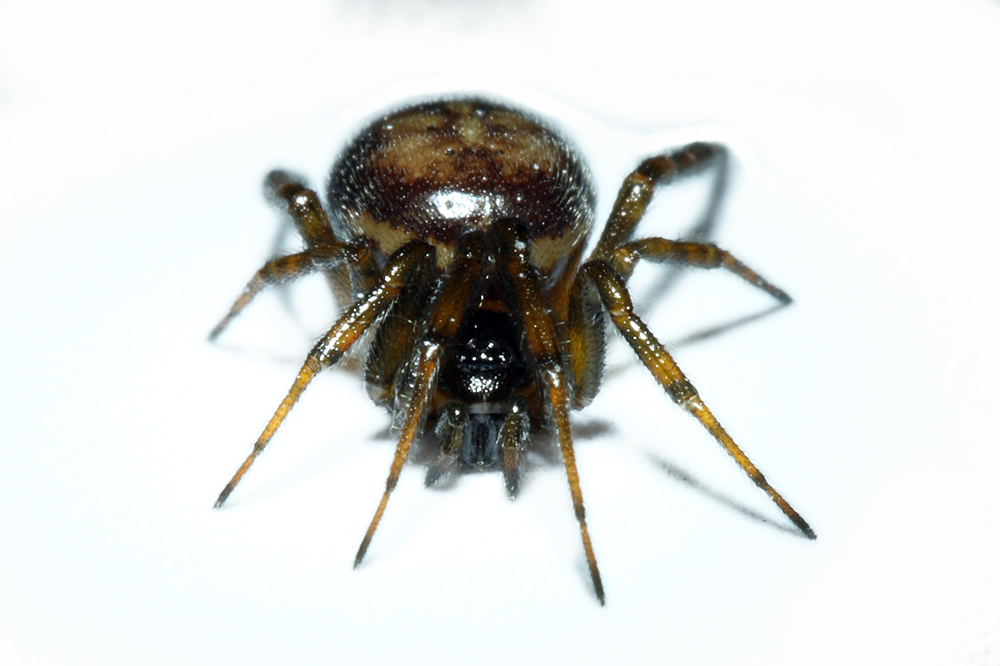
Frontalansicht eines Weibchens
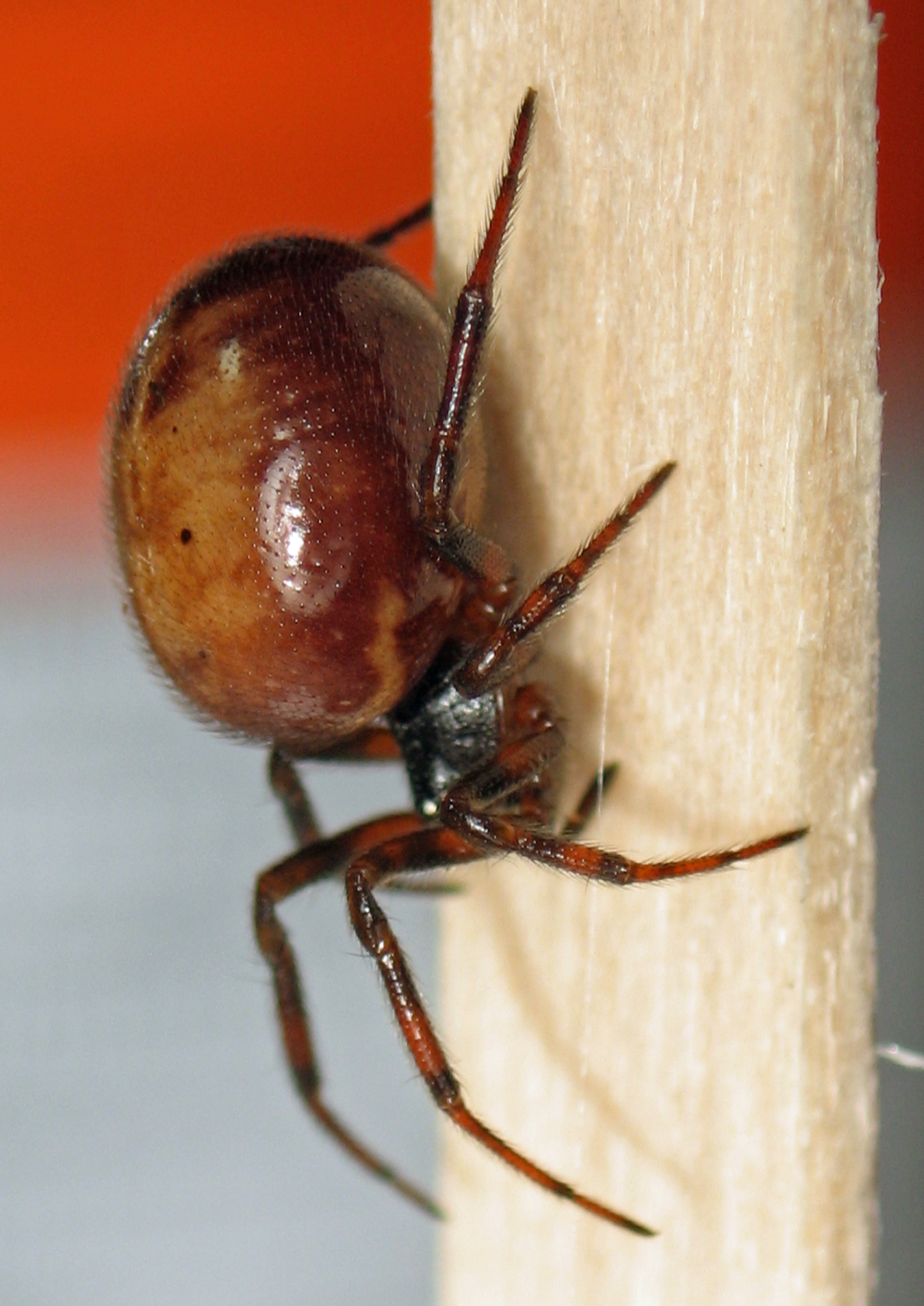
Lateralansicht eines Weibchens
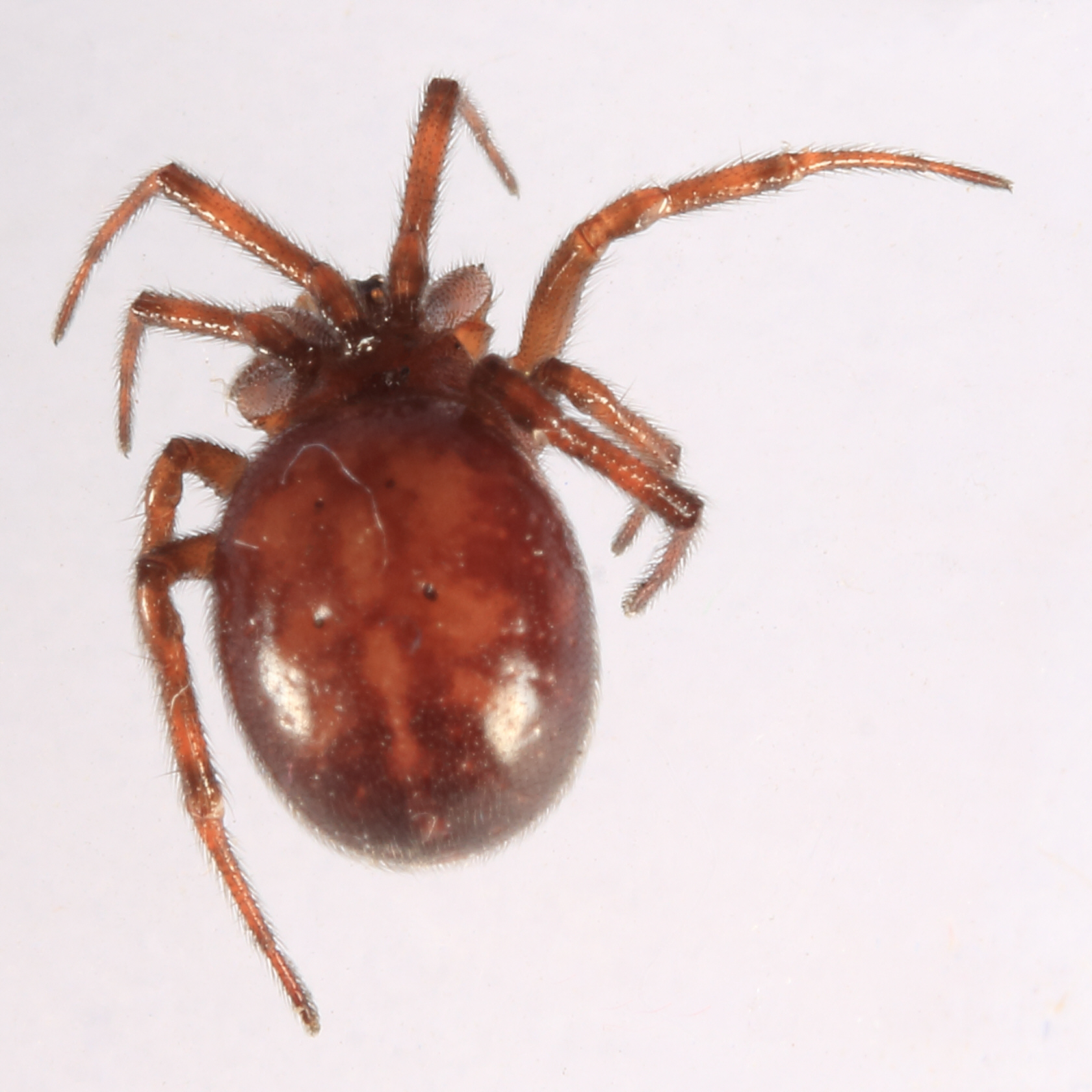
Rückansicht eines Weibchens
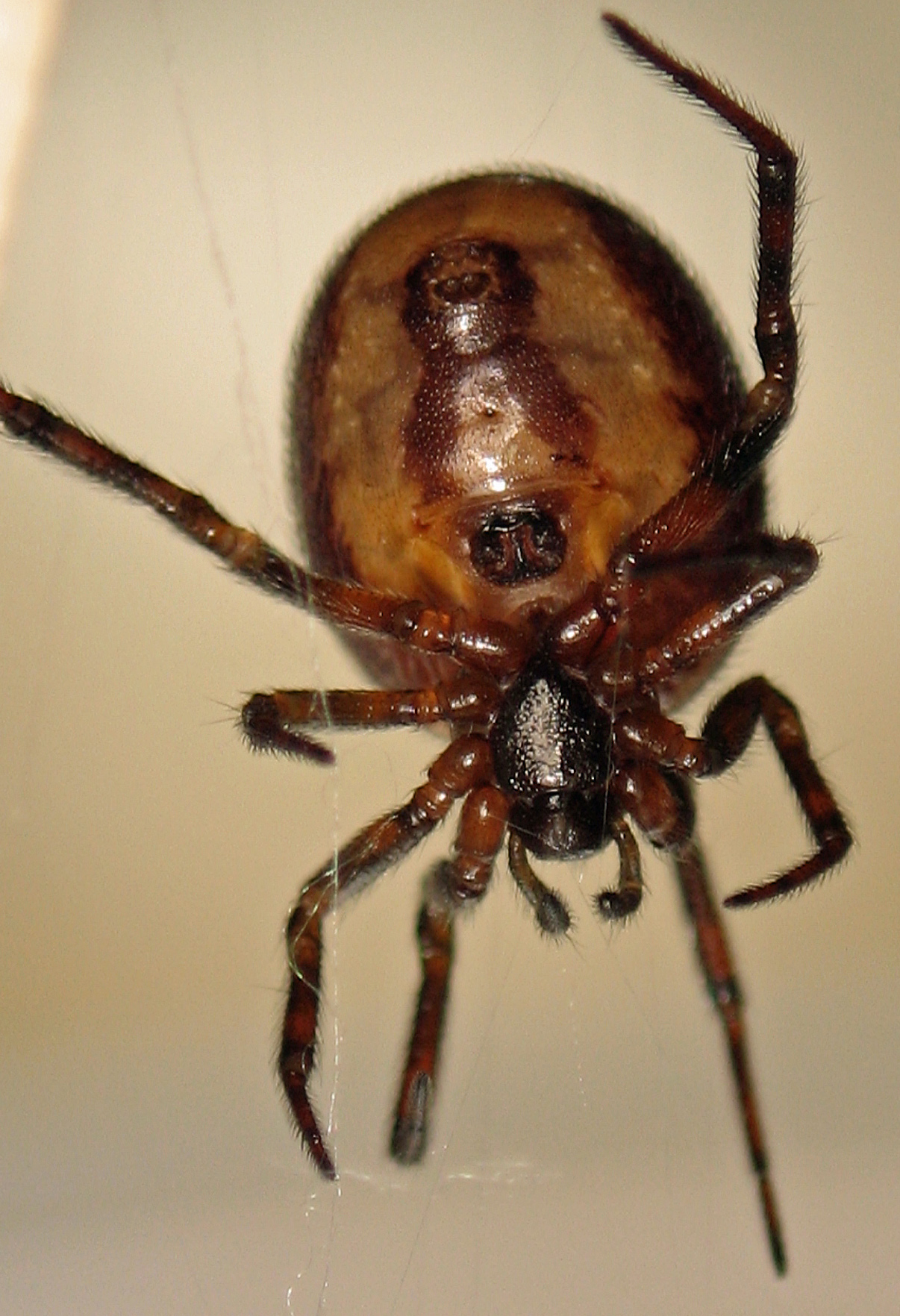
Ventralansicht eines Weibchens
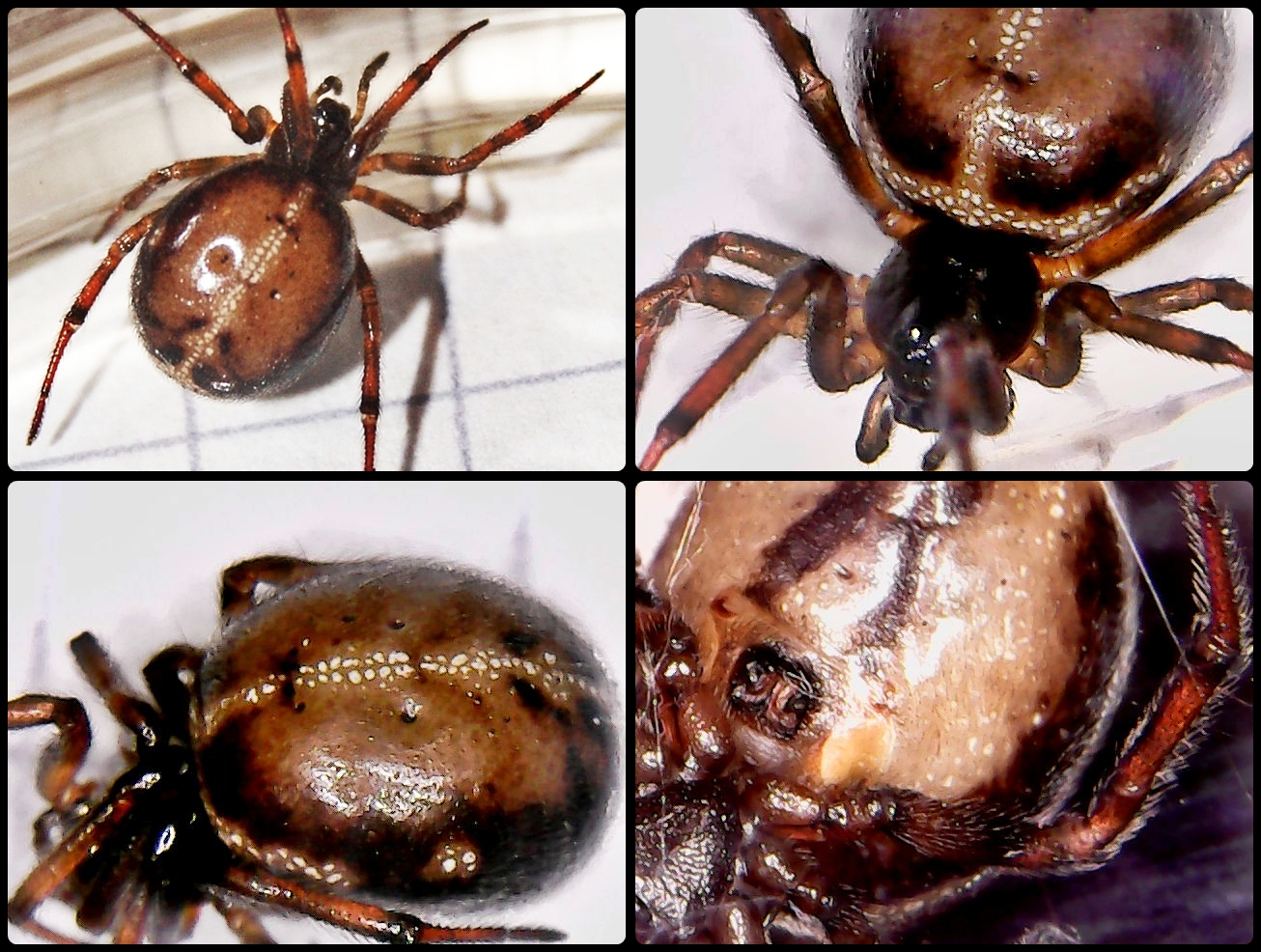
Weitere Ansichten eines Weibchens
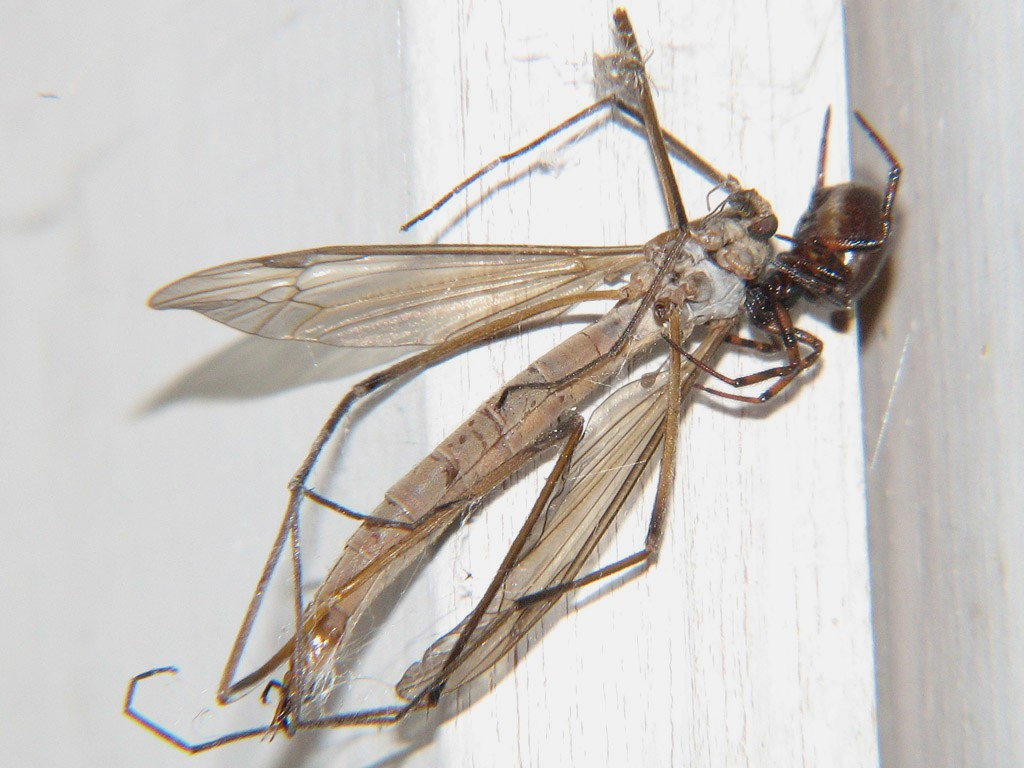
Weibchen mit erbeuteter Schnake